# Bad Vilbel
Bad Vilbel is een plaats in de Duitse deelstaat Hessen, gelegen in de Wetteraukreis. De stad telt 34.714 inwoners. Naburige steden zijn onder andere Frankfurt am Main. Bad Nauheim, Büdingen en Butzbach.
In Bad Vilbel bevindt zich het omroepgebouw van Radio/Tele FFH GmbH & Co. Betriebs-KG vanwaaruit de programma's van de radiozenders Hit Radio FFH, planet radio en harmony.fm uitgezonden worden.
In 1995 gebruikt de IDM-groep Autechre het dorp als inspiratie voor de track Second Bad Vilbel. Het is een verwijzing naar de plaats Glossop, dat in de buurt van Manchester ligt, waar het duo vandaan komt. Glossop en Bad Vilbel zijn zustersteden.
Altenstadt ·
Bad Nauheim ·
Bad Vilbel ·
Büdingen ·
Butzbach ·
Echzell ·
Florstadt ·
Friedberg (Hessen) ·
Gedern ·
Glauburg ·
Hirzenhain ·
Karben ·
Kefenrod ·
Limeshain ·
Münzenberg ·
Nidda ·
Niddatal ·
Ober-Mörlen ·
Ortenberg ·
Ranstadt ·
Reichelsheim (Wetterau) ·
Rockenberg ·
Rosbach v.d. Höhe ·
Wölfersheim ·
Wöllstadt